# Nugat

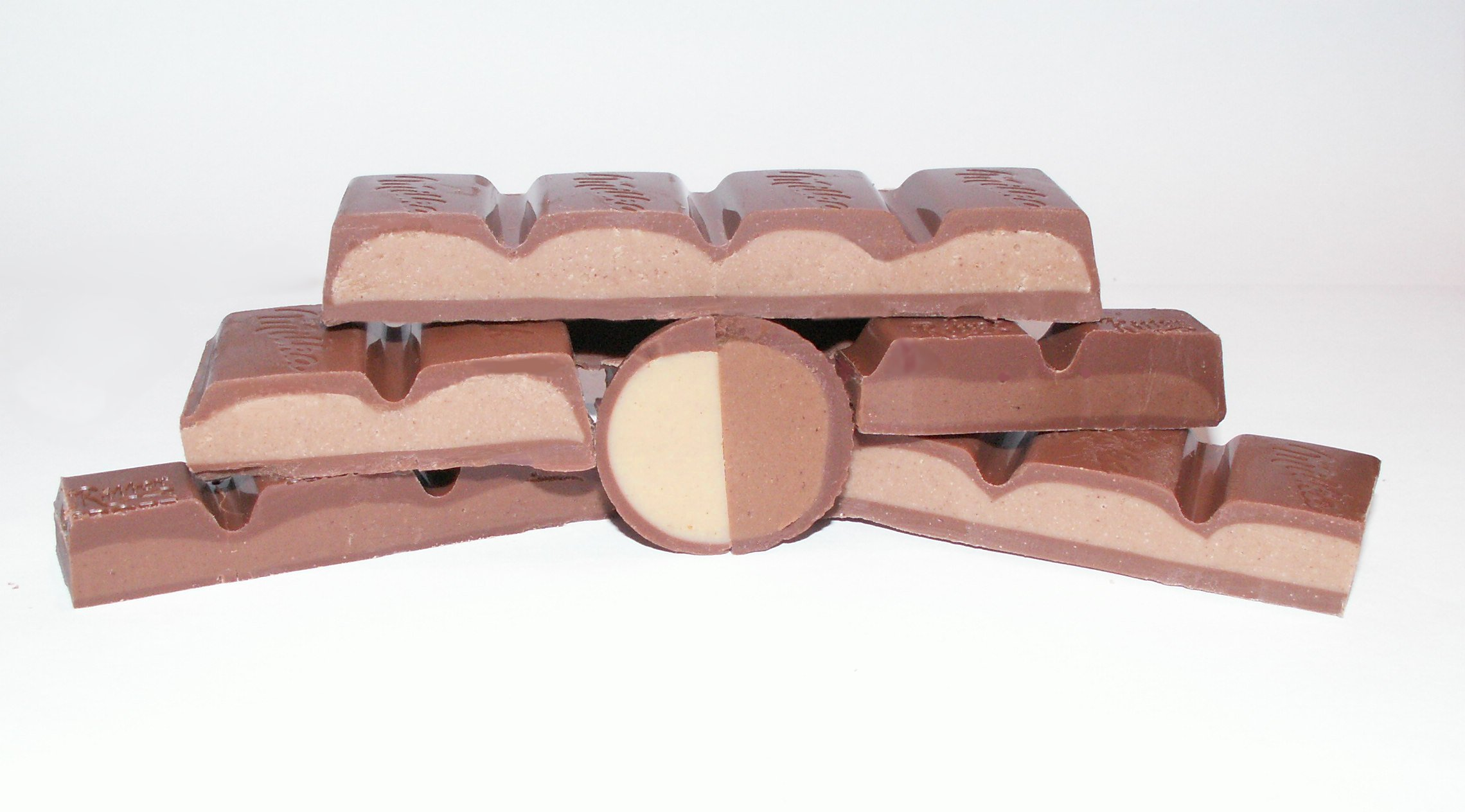
Nugatowa czekolada i pralinki

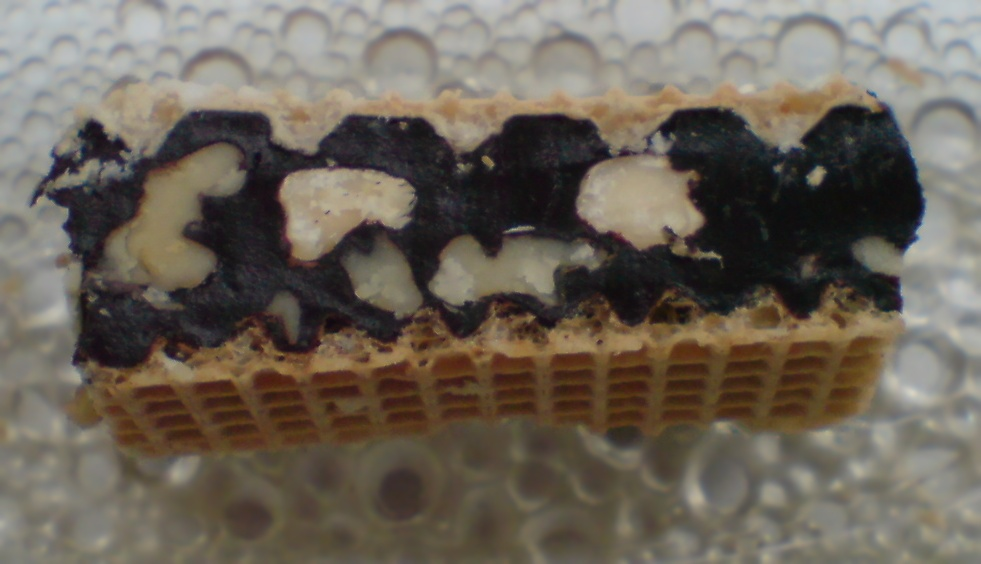
Kawałek nugatu orzechowo- czekoladowego na waflu

Nugat (łac. nux, fr. noix – orzechy) – rodzaj deseru, składającego się z masy z syropu gotowanego z miodem, wymieszanej z siekanymi orzechami włoskimi lub migdałami oraz pianą ubitą z białek, czasem z dodatkiem kakao. 
We Francji, Włoszech, Hiszpanii są miasta słynne ze swoich nugatów (np. lawendowo-migdałowy nugat z Montélimar w Prowansji, torrone z Cremony w Lombardii, turrón z Jijony w Walencji). W Polsce (głównie w Warszawie) sprzedawany jest cukierek nugatowy o nazwie pańska skórka.

## Skład nugatu
Cukier, miód, piana z białek i orzechy. Gorący syrop cukrowy łączony jest z gorącym miodem i wlewany powoli do piany z białek, całość ubijana jest w kąpieli wodnej. Na końcu dodaje się posiekane orzechy.